# 광주지방법원 목포지원
광주지방법원 목포지원은 광주지방법원 관할구역 중 목포시, 신안군, 무안군, 함평군, 영암군의 재판을 관할하는 지방법원이다.

## 관할 구역
- 재판관할
  - 목포지원: 목포시, 신안군, 무안군, 함평군, 영암군
  - 무안군법원: 무안군
  - 함평군법원: 함평군
  - 영암군법원: 영암군
- 등기관할
  - 목포지원 등기과: 목포시, 신안군
  - 무안등기소: 무안군
  - 함평등기소: 함평군
  - 영암등기소: 영암군

## 지원장
지원장
| 순번 | 이름   | 재임 기간                           |
| ---- | ------ | ----------------------------------- |
| 1대  | 김용식 | 1946년 5월 18일 ~ 1948년 12월 12일  |
| 2대  | 김성호 | 1948년 12월 13일 ~ 1948년 12월 21일 |
| 3대  | 김종규 | 1948년 12월 22일 ~ 1951년 7월 30일  |
| 4대  | 김연수 | 1951년 7월 31일 ~ 1952년 3월 31일   |
| 5대  | 이수현 | 1952년 4월 1일 ~ 1958년 9월 30일    |
| 6대  | 이재옥 | 1958년 10월 14일 ~ 1960년 1월 19일  |
| 7대  | 노익래 | 1960년 1월 20일 ~ 1961년 7월 6일    |
| 8대  | 김병규 | 1961년 8월 26일 ~ 1963년 2월 27일   |
| 9대  | 이종표 | 1963년 2월 28일 ~ 1968년 6월 24일   |
| 10대 | 최용관 | 1968년 6월 25일 ~ 1971년 9월 12일   |
| 11대 | 박창택 | 1971년 9월 20일 ~ 1973년 3월 30일   |
| 12대 | 허진명 | 1973년 4월 1일 ~ 1979년 1월 4일     |
| 13대 | 김용은 | 1979년 5월 12일 ~ 1980년 7월 31일   |
| 14대 | 이형년 | 1980년 8월 1일 ~ 1981년 4월 20일    |
| 15대 | 이우선 | 1981년 4월 21일 ~ 1983년 8월 31일   |
| 16대 | 김경일 | 1983년 9월 1일 ~ 1986년 4월 30일    |
| 17대 | 하태은 | 1986년 5월 1일 ~ 1988년 7월 31일    |
| 18대 | 전도영 | 1988년 8월 1일 ~ 1990년 8월 31일    |
| 19대 | 최훈창 | 1990년 9월 1일 ~ 1992년 8월 20일    |
| 20대 | 신정식 | 1992년 8월 21일 ~ 1994년 7월 27일   |
| 21대 | 김용일 | 1994년 7월 28일 ~ 1996년 8월 31일   |
| 22대 | 정갑주 | 1996년 9월 1일 ~ 1998년 8월 31일    |
| 23대 | 김용출 | 1998년 9월 1일 ~ 2000년 7월 27일    |
| 24대 | 노영대 | 2000년 7월 28일 ~ 2002년 2월 17일   |
| 25대 | 신귀섭 | 2002년 2월 18일 ~ 2003년 2월 18일   |
| 26대 | 김규장 | 2003년 2월 19일 ~ 2005년 2월 19일   |
| 27대 | 김병하 | 2005년 2월 21일 ~ 2007년 2월 20일   |
| 28대 | 박병칠 | 2007년 2월 21일 ~ 2009년 2월 22일   |
| 29대 | 이재강 | 2009년 2월 23일 ~ 2012년 2월 26일   |
| 30대 | 박강회 | 2012년 2월 27일 ~ 2014년 2월 23일   |
| 31대 | 송희호 | 2014년 2월 24일 ~ 2016년 2월 21일   |
| 32대 | 장용기 | 2016년 2월 22일 ~ 2018년 2월 25일   |
| 33대 | 홍이표 | 2018년 2월 26일 ~ 현재              |